# 佐々木仁 (俳優)
佐々木 仁（ささき じん、1983年9月21日 - ）は、日本の俳優。
千葉県出身。東京都立代々木高等学校卒業。身長182cm、体重72kg。血液型はAB型。趣味・特技は、ギター、釣り、球技、長距離走。

## 略歴
1999年、TBS『3年B組金八先生 第5シリーズ』の田口三郎（3年B組生徒）役でデビュー。2010年5月31日、16歳時から所属していたキューブとの所属契約を解除。株式会社ミカーレ所属を経て、現在はクィーンズアベニュー所属。劇団・ねじリズムの一員。

## 出演

### テレビドラマ
- 3年B組金八先生（TBS） - 田口三郎役
  - 第5シリーズ（1999年10月 - 2000年3月）
  - 3年B組金八先生スペシャル10「お前死んだらオレ泣くぞ・3B一年ぶり大集合」（2001年4月5日）
  - 3年B組金八先生ファイナル〜「最後の贈る言葉」4時間SP（2011年3月27日）
- ごくせん 第1シリーズ（2002年4月 - 7月、日本テレビ） - 間仁役
- 土曜ドラマ「リモート」 第3話・第4話（2002年10月26日・11月2日、日本テレビ）
- 金曜ナイトドラマ「霊感バスガイド事件簿」第1話（2004年4月16日、テレビ朝日）
- 富豪刑事 第9話（2005年3月10日、テレビ朝日）
- ホーリーランド（2005年4月 - 6月、テレビ東京） - ワタル役
- ウルトラマンマックス 第18話（2005年10月29日、CBC） - 鉄工職員役
- 警視庁捜査一課9係 season1 最終話（2006年6月21日、テレビ朝日）
- 土曜ドラマ「マイ☆ボス マイ☆ヒーロー」 最終話（2006年9月16日、日本テレビ） - 熊田の舎弟役
- スペシャルドラマ「僕たちの戦争」（2006年9月17日、TBS）
- ドラマ24「怨み屋本舗」最終話（2006年9月29日、テレビ東京）
- ドラマ24「エリートヤンキー三郎」 第3話（2007年4月27日、テレビ東京）
- 警視庁捜査一課9係 season3 第6話（2008年5月21日、テレビ朝日）
- 新・警視庁捜査一課9係 第4シリーズ 第6話（2009年8月12日、テレビ朝日）

### テレビ番組
- 星月夜「助手席に乗りたい」（2007年1月18日、TBS）
- ネオコラ!東京環境会議 第1回・第2回（2008年10月12日・2009年1月4日、フジテレビ）
- 土曜プレミアム「これでいいのだ!! 赤塚不二夫伝説」（2008年11月1日、フジテレビ）

### 映画
- スクールウォーズ・HERO（2004年）
- The iDol（2006年） - 主演・賢役
- WHITE MEXICO | ホワイト メキシコ（2007年）
- ごくせん THE MOVIE（2009年） - 間仁役（友情出演）

### 舞台
- ラフカット2006（2006年）
- ナツひとり 届かなかった手紙（2007年）
- 日本モンゴル親善講演「ジンギスカン - わが剣、熱砂を染めよ -」（2008年）
- それが愛〜だ!（2011年）
- 夢で逢えたら（2011年）
- この世の果てまで（2011年） - 主演
- 星降る夜に（2012年）
- I AM HAM（2012年）
- それはエデンの東か西（2012年）
- 人参（2012年） - 主演
- 仮想家族（2012年）
- 浅草紅團（2013年）
- ディストピア（2013年）
- 絶望と握手（2013年） - ゲスト出演
- ゾンビの森の留吉（2013年）
- コドク（2013年）
- 幸福レコード（2014年）
- 時刑（2014年）
- それぞれの0（2014年）
- セカイを崩したいなら（2014年）
- 泣いた雫を活かせ（2014年）
- KIND OF LOVE（2014年） - 主演・演出
- エイプリル（2015年）

### CM
- JP郵便局（2008年） - 郵便局員役

### PV
- 藤木直人『HEY! FRIENDS』（2006年）